# Mike Teunissen
Mike Teunissen (født 25. august 1992) er en hollandsk cykelrytter som cykler for XDS Astana Team.
Han kombinerede landevejscykling med cykelcross frem til han blev professionel i 2015.

## Meritter

### Landevejscykling
2010
2. etape, Liège–La Gleize
2013
Rabo Baronie Breda Classic
2014
Paris-Roubaix Espoirs
Paris-Tours Espoirs
Rabo Baronie Breda Classic
2015
Prologen, Tour de l'Ain
2019
Samlet + 5. og 6. etape, Fire dage ved Dunkerque
Samlet, ZLM Tour
1. etape, Tour de France